# Grzbiet Południowoatlantycki
Grzbiet Południowoatlantycki – podwodny grzbiet śródoceaniczny na Oceanie Atlantyckim, ciągnący się od Krawędzi Romanchena północy po węzeł potrójny Bouveta w pobliżu Wyspya Bouveta na południu. Krawędź Romanche oddziela go od Grzbietu Północnoatlantyckiego, z którym razem tworzą Grzbiet Śródatlantycki. Uskok transformacyjny Romanche spowodował przerwanie ciągłości Grzbietu Śródatlantyckiego i rozsunięcie obu jego części na odległość 300 km.
Grzbiet Południowoatlantycki oddziela od siebie płytę południowoamerykańską od płyty afrykańskiej.